# الساندرو بلمو
الساندرو بلمو (انگلیسی: Alessandro Bellemo؛ زادهٔ ۷ اوت ۱۹۹۵) بازیکن فوتبال اهل ایتالیا است.
از باشگاه‌هایی که در آن بازی کرده‌است می‌توان به باشگاه فوتبال پادوا و باشگاه فوتبال پرو ورچلی اشاره کرد.